# Jörg Bobsin
Jörg Bobsin (* 18. Oktober 1938 in Berlin) ist ein deutscher Autor, Regisseur und Produzent von Hörspielen für Kinder, der auch mit journalistischen Veröffentlichungen, Büchern über Prominente und erfundenen Interviews bekannt wurde.

## Leben
Bobsin machte sich seit den 1960er Jahren zunächst einen Namen mit Bearbeitungen von Kinderhörspielen, unter anderen nach den Romanen Pippi Langstrumpf und Karlsson vom Dach von Astrid Lindgren. Außerdem verfasste er als Boulevard-Journalist und Buchautor Beiträge über Prominente, unter anderem über den Schlagersänger Udo Jürgens oder den amerikanischen Rechtsanwalt Melvin Belli. Als Fernsehregisseur und -produzent wirkte er unter anderem an den Filmen Abstecher in die Romantik (1959) und Attraktionen für 3 Groschen (1969) mit, außerdem erstellte er mehrere Prominentenporträts für den Bayerischen Rundfunk.
Zeitweise war Bobsin auch als Agent für Models tätig und gründete 1974 gemeinsam mit Wolfgang Schwarz die Agentur The Girls.

## Angebliche Interviews
2010 geriet Bobsin in die Schlagzeilen, als ein angeblich von ihm geführtes Interview mit Michael Douglas in verschiedenen deutschen Zeitungen der Verlagsgruppe DuMont Schauberg veröffentlicht wurde. Ein Sprecher des Schauspielers stellte klar, dass dieses Interview nie stattgefunden habe. Bobsin gab daraufhin zu, dieses Interview nicht selbst geführt, sondern es von einem Internetdienst übernommen zu haben. Der Verlag entschuldigte sich und trennte sich von Bobsin. Ob es dieses Interview überhaupt je gab, ist fraglich. Ein Sprecher von Douglas meinte, der Schauspieler habe in dieser Zeit nur ein Interview mit einem anderen Magazin geführt.
2018 veröffentlichte der Verlag der Freizeitwoche eine Richtigstellung, in der eine Reihe von Interviews, die Bobsin zwischen 2007 und 2016 mit der US-Schauspielerin Sandra Bullock geführt haben wollte, als „falsch“ bezeichnet wurden. Bullock war rechtlich gegen die Illustrierte vorgegangen.
Den deutschsprachigen Medien kam der Fall Tom Kummer in Erinnerung, der mit gefälschten Interviews mit Hollywood-Stars für einen Medienskandal sorgte.

## Werke
Bücher
- 1969: Alles über Udo. Franz Schneider Verlag, München
- 1971: Ihre Fernsehlieblinge ganz privat. König Verlag, München
- 1974: König des Kreuzverhörs. Melvin M. Belli – Amerikas berühmtester Anwalt. Lübbe, Bergisch Gladbach, ISBN 3-7857-0135-7

Hörspiele
- Pippi Langstrumpf; nach Astrid Lindgren, Phonogram, Hamburg 1965
- Karlsson vom Dach; nach Astrid Lindgren, Philips, Hamburg 1966; Fontana 9294004, Hamburg 1966
  - beide vorstehenden Werke wurden 2006 beim Oetinger-Verlag neu aufgelegt in der „Jubiläumsedition Astrid Lindgren – Die fünf schönsten Hörspielklassiker“, ISBN 978-3-7891-0337-7
- Geheimnis um einen nächtlichen Brand; nach Enid Blyton, Philips, Hamburg 1966; Phonogram, Fontana Special 6434054, Hamburg 1974
- Geheimnis um eine siamesische Katze; nach Enid Blyton, Philips, Hamburg 1967; Phonogram, Fontana Special 6434055, Hamburg 1974
- Warum die Regenfrau den Sommer verschlief; nach Die Regentrude von Theodor Storm, Fontana, ca. 1967
- Das Schiff mit den purpurnen Segeln; Fontana, ca. 1967
- Die Insel der Abenteuer; nach Enid Blyton, Phonogram, Fontana Special 6434053, Hamburg 1974
- Die Burg der Abenteuer; nach Enid Blyton, Philips, Hamburg 1967; Phonogram, Fontana Special 6434155, Hamburg 1974